# والتهام، لینکلن‌شر
والتهام (به انگلیسی: Waltham) یک روستا و محله مدنی در بریتانیا است که در North East Lincolnshire واقع شده‌است. والتهام ۶٬۴۱۳ نفر جمعیت دارد.